# Peder Falck
Peder Svensson Falck, död 1637 i Överenhörna församling, Södermanland, var en svensk militär.

## Biografi
Peder Falck var ryttmästare vid Östgöta kavalleriregemente. Han adlades Falck 14 februari 1626 och introducerades 1627 i Sveriges riddarhus som nummer 128 (senare ändrat till nummer 156). Falck avled barnlös 1637 på sin sätesgård Horn i Överenhörna församling och begravdes i Överenhörna kyrka. Ätten slöts således med grundaren.

### Familj
Falck var gift fyra gånger. 
1. Första äktenskapet ingicks med Märta Eketrä, dotter till ståthållaren Sven Månsson Eketrä,[2]
2. Andra äktenskapet med Gertrud Bäck som var dotter till ryttmästaren Melker Bäck och Elin Henriksdotter,[2].
3. Det tredje äktenskapet ingicks med Cecilia Göransdotter som var dotter till Göran Henriksson till Judikkala och Malin Henriksdotter Tawast samt änka efter hövitsmannen Carl Beck, vilken avled 1616[2],
4. Det sista äktenskapet, som varade till Falcks död, ingicks med Margareta Silfversparre som var dotter till kornetten Arent Silfversparre och Bengta Svart.[2]